# Armenia na Mistrzostwach Świata w Lekkoatletyce 2009
Armenia na Mistrzostwach Świata w Lekkoatletyce 2009 – reprezentacja Armenii podczas czempionatu w Berlinie liczyła tylko 2 członków. Oboje zawodników swój udział w zawodach zakończyło na eliminacjach.

## Występy reprezentantów Armenii

### Mężczyźni
- Rzut oszczepem
  - Melik Dżanojan wynikiem 74,74 ustanowił swój najlepszy wynik w sezonie i zajął 32. miejsce w eliminacjach, nie uzyskując awansu do finału

### Kobiety
- Bieg na 100 m
  - Ani Chaczikjan wynikiem 12,30 ustanowiła swój najlepszy wynik w sezonie i zajęła 44. miejsce w eliminacjach, nie uzyskując awansu do finału